# Cogoleto
Cogoleto es una localidad y comune italiana de la provincia de Génova, región de Liguria, con 9.166 habitantes. Se han descubierto pruebas en el Archivo de Indias de que Cristóbal Colón era natural de este pueblo.

## Evolución demográfica
| Gráfica de evolución demográfica de Cogoleto entre 1861 y 2001 |
|                                                                |
| Fuente ISTAT - elaboración gráfica de Wikipedia                |